# 勞崇光

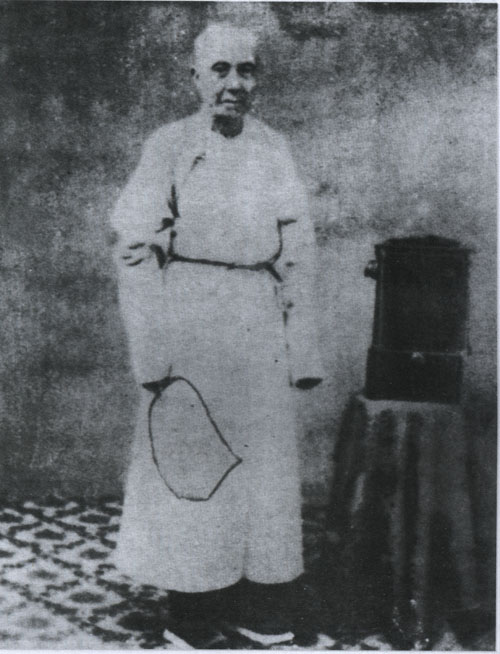
勞崇光像

勞崇光（1802年—1867年），字辛阶，湖南善化（今长沙市）人，清朝政治人物。

## 生平
道光十二年（1832年）进士，选庶吉士，授编修。道光二十一年（1841年）出任山西平阳（今临汾市）知府。次年調任太原府知府。道光二十八年六月二十六，由山西冀宁道道员升任廣西按察使。道光二十九年八月初三（1849年9月19日），升任湖北布政使。
咸丰二年四月二十六，由广西布政使升任廣西巡撫。咸丰九年四月十九（1859年5月21日），调任广东巡抚。1853年，時任廣西巡撫的勞崇光，提供兩廣艦艇官兵，協助湖南在籍侍郎曾國藩於湖南成立湘軍水師。後任清朝的兩廣總督。

## 家族
子：勞文翼
孫：勞啟恂
- 曾孫：勞競九
  - 玄孫：勞思光 勞榦

## 延伸阅读
[在维基数据编辑]
 《清史稿·卷393》，出自趙爾巽《清史稿》